# Clivia
Clivia es un género de monocotiledóneas oriundas de África meridional. Son perennes no leñosas, con hojas de color verde oscuro, largas y estrechas que producen racimos de flores acampanadas rojas o anaranjadas al final de un largo tallo, asemejándose a los lirios. De las 6 especies conocidas, Clivia miniata y sus variedades híbridas son las más ampliamente cultivadas, con flores que oscilan entre el rojo anaranjado oscuro al amarillo pálido.
Se cultivan particularmente en Bélgica, Francia y China.

## Descripción

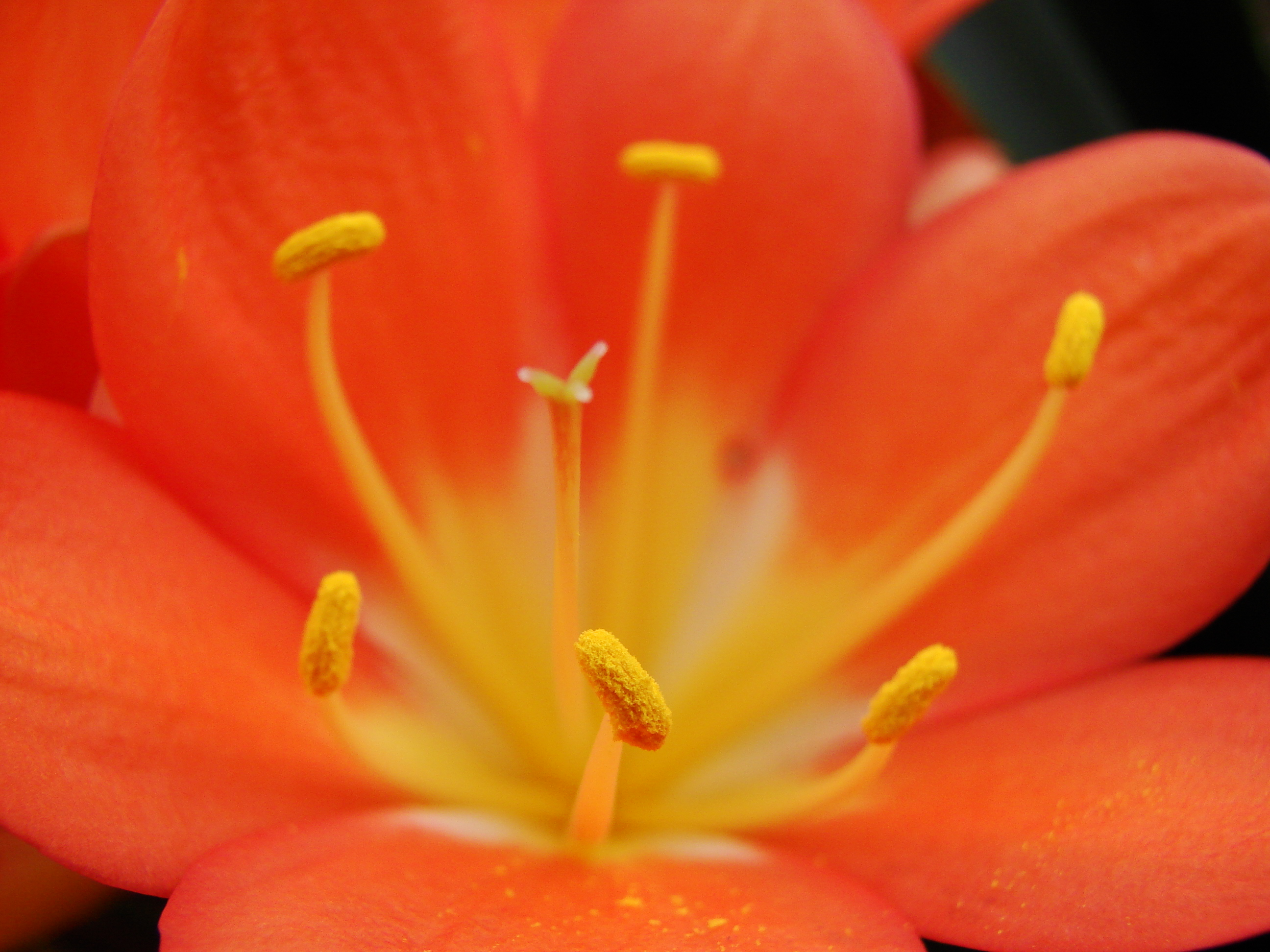
Detalle de la flor de Clivia miniata.

Plantas herbáceas, imperfectamente bulbosas, provistas de gruesas raíces fasciculadas. Las hojas son perennes, en forma de cinta, lineal-oblongas, planas, coriáceas, más o menos anchas, de color verde oscuro, brillante; nacen desde abajo en dos grupos dispuestos a los lados del escapo floral y se separan hacia arriba.
Las flores son hermafroditas, actinomorfas o ligeramente zigomorfas, con forma de embudo. El color varía desde el amarillo pálido hasta el naranja y el rojo. Las flores se disponen en umbelas plurifloras en la extremidad de un escapo central, plano, rígido, áfilo, algo más largo que las hojas. La floración puede tener lugar en primavera o en verano, pero también en invierno cuando se la fuerza en el invernadero. El perigonio está compuesto por seis tépalos unidos en la base formando un corto tubo y los segmentos son extendidos o rectos. El androceo está formado por seis  estambres, insertos en la garganta del perigonio, los filamentos son filiformes y las anteras son oblongas, dorsifijas. El ovario es ínfero, trilocular, con los lóculos provistos de tres a veinte óvulos. El estilo es filiforme y el estigma es tripartido.
El fruto es una baya globosa que contiene de una a quince semillas, de acuerdo a cuántos de los óvulos dentro del ovario fueron fertilizados.  Las semillas de Clivia son desnudas ya que no presentan episperma o cubierta de la semilla. También se dice que son «recalcitrantes» o «no ortodoxas» debido a que pueden germinar espontáneamente, hasta en el fruto maduro, pero solo pueden ser almacenadas durante un período de tiempo limitado; además, pierden su viabilidad cuando se desecan más allá de ciertos límites.
El número cromosómico básico del género es x=11, los estudios cariotípicos sobre estas especies indican que todas ellas tienen una  morfología cromosómica similar.

## Taxonomía

### Historia del género
El naturalista inglés William Burchell fue la primera persona que realizó una colección de Clivia en la naturaleza, cerca de la boca del Gran Río Fish en la Provincia Oriental del Cabo en septiembre de 1815. Durante principios de los años 1820, el coleccionista y botánico inglés, James Bowie, colectó también plantas de esta especie, y las envió a Inglaterra. En octubre de 1828, John Lindley, botánico y horticultor del Real Jardín Botánico de Kew, describió Clivia nobilis y la nombró en honor de Charlotte Florentia Clive, duquesa de Northumberland. La duquesa, descendiente de una familia con gran afición por la botánica, había cultivado muchas de las plantas de Bowie en el invernadero de Syon House, a orillas del Támesis, y fue la primera en conseguir su floración. Es curiosa la coincidencia de que fuera en el mismo día de octubre de 1828 que John Lindley y William Hooker presentaran un nuevo género basado en la misma planta. El nombre que Hooker propuso para el género fue Imantophyllum.
Una de las plantas bulbosas más llamativas de Sudáfrica, Clivia miniata, fue descubierta en KwaZulu-Natal a principios de la década de 1850, y ha estado en cultivo en Inglaterra durante más de un siglo y medio. Durante la era Victoriana se hizo muy popular como planta de interior. En 1856, el comandante Robert Garden coleccionó una especie de Clivia con flores péndulas en KwaZulu-Natal, fue enviada a los jardines de Kew, y más tarde fue descrita el botánico inglés William Jackson Hooker como Clivia gardenii en honor de su descubridor.
El descubrimiento de la primera forma amarilla de Clivia miniata en Zululandia, aproximadamente en 1888 , proveyó a los jardineros y mejoradores de plantas de Inglaterra un material inestimable para sus colecciones.  El primer informe publicado de una clivia amarilla fue realizado por   William Watson en 1899 en la revista The Gardener's Chronicle, el cual fue completado más tarde con una descripción fomal de la variedad, a la que denomínó C. miniata var. citrina.  Clivia caulescens, otra clivia de flores péndulas que desarrolla un tallo aéreo curioso, se distribuye en el este de Mpumalanga y en Provincia Septentrional del Cabo. Fue descrita formalmente en 1943 por el botánico sudafricano Robert Allen Dyer.
Recién para el año 2000 fue descrita la quinta especie del género, Clivia mirabilis, por el taxónomo sudafricano John Rourke. El descubrimiento de esta extraña especie de clivia en el área Nieuwoudtville de la Provincia Septentrional del Cabo, causó mucho entusiasmo en la comunidad botánica debido a que, contrariamente a las restantes especies del género conocidas hasta ese momento, esta nueva especie es capaz de tolerar condiciones de pleno sol y un clima mediterráneo semiárido con precipitaciones estrictamente invernales.
En la frontera entre Sudáfrica y Suazilandia fue hallada una población de clivias que presentaban características intermedias entre C. miniata y C. caulescens, especies con las que crecían conjuntamente en la misma área. Luego de detallados análisis se pudo concluir que, de hecho, esa población y varias otras que luego se fueron descubriendo, eran híbridos naturales entre las mencionadas especies. Debido a la particular ecología donde estas poblaciones fueron halladas, se las denominó Clivia × numbicola, o sea, la «clivia que mora en la niebla». La "×" indica que es un híbrido natural, o sea, una notoespecie.
Swanevelder, ZH,
Truter JT and Van Wyk, AE. 2006. A new variety
of Clivia robusta. In Bothalia 36:1. pp. 77-80.

### Especies
Las especies del género se listan a continuación. Para cada una de ellas se indica el nombre binomial seguido del autor, abreviado según las convenciones y usos, la publicación válida, y su distribución geográfica.
- Clivia caulescens R.A.Dyer, Fl. Pl. South Africa 23: t. 891 (1943). Limpopo a Suazilandia.
- Clivia gardenii Hook., Bot. Mag. 81: t. 4895 (1855). Provincia Oriental del Cabo a KwaZulu-Natal.
- Clivia miniata (Lindl.) Bosse, Vollst. Handb. Blumengart., ed. 3, 1: 768 (1859). Sudáfrica.
- Clivia mirabilis Rourke, Bothalia 32: 1 (2000). Provincia Occidental del Cabo.
- Clivia × nimbicola Swanev., Truter & A.E.van Wyk, Bothalia 36: 78 (2006). Notoespecie originada del cruzamiento natural entre C. caulescens y C. miniata. Suazilandia.
- Clivia nobilis Lindl., Bot. Reg. 14: t. 1182 (1828). Provincia oriental del Cabo.
- Clivia robusta B.G.Murray & al., Bot. J. Linn. Soc. 146: 370 (2004). Provincia oriental del Cabo a KwaZulu-Natal.

## Importancia económica y cultural
Tres de las especies fueron descubiertas y descritos en el siglo XIX y desde entonces se cultivan como plantas ornamentales, siendo C. miniata la más cultivada entre ellas. Como planta de interior, o bien para la formación de grupos o borduras al aire libre, en las zonas meridionales y de la costa mediterránea puede vivir al aire libre, incluso en invierno, y, por lo tanto, puede cultivarse en plena tierra, en las regiones frías deberá tenerse en invernadero frío o en un local luminoso y que no sea frío. Para florecer en un interior es imprescindible un cierto reposo invernal, que se logra limitando el riego y bajando la temperatura.

### Cultivo
Requiere mucha luz, pero lejos de los rayos del sol. En interiores, si la luz es insuficiente, las plantas no florecen, pierden vigor y quedan larguiruchas. Requieren un sustrato muy bien drenado, a base de turba gruesa mezclada con perlita y corteza triturada de pino. Es esencial que el agua no quede estancada. En la naturaleza, crecen sobre (y entre) rocas, y sus gruesas raíces carnosas "reptan" por la piedra buscando huecos y rendijas donde se deposita la tierra y la hojarasca.
La propagación se hace después de la floración, al mismo tiempo que el trasplante, dividiendo la planta, es decir, separando los retoños que nacen a los lados de la planta madre. También puede reproducirse por semilla, que se extrae de los frutos carnosos que se desarrollan sobre el tallo floral: una vez las drupas están maduras, se limpian las semillas de la pulpa, se secan y se siembran casi sin enterrar en un sustrato a base de 50% turba rubia y 50% perlita, manteniendo la maceta de siembra en un lugar muy luminoso (sin sol directo), con alta humedad (mejor ensacar la maceta en una bolsa de plástico transparente) y con un calor de fondo en torno a los 20/22 °C.

### Multiplicación
La multiplicación de las clivias puede realizarse de tres modos: por semillas, por división de rizomas y por rebrotes.
El primer método —el más utilizado escala comercial— presenta el inconveniente de que una vez recolectadas las semillas debe transcurrir un periodo de unos nueve meses para su maduración. Una vez maduras se deben sembrar rápidamente debido a que su poder germinativo disminuye rápidamente. La siembra se realiza en bandejas o en macetas de 6-7 cm, sobre un sustrato esterilizado compuesto por turba y arena. Las semillas se cubren ligeramente con sustrato y se coloca un cristal sobre la bandeja para mantener la humedad. La germinación se produce al mes o mes y medio a unos 20° de temperatura.

### Sociedades internacionales
- The Clivia Society.[15]  Fundada en Sudáfrica en 1992 con el objeto de servir de guía a los entusiastas de las clivias de todo el mundo, sirviendo de nexo a los aficionados con independencia de idiomas o fronteras.[16]
- North American Clivia Society.[17]
- American Clivia Society.[18]
- The New Zealand Clivia Club.[19]